# 1570
1570. је била проста година.

## Догађаји

### Фебруар
- 25. фебруар — Папа Пије V екскомуницирао је енглеску краљицу Елизабету I због њене подршке протестантизму и англиканској цркви.

### Август
- 8. август — Француски краљ Шарл IX и вођа хугенота Гаспар де Колињи су потписали мир из Сен Жермена којим је окончан Трећи хугенотски рат.

### Децембар
- 13. децембар — Миром у Шћећину је окончан Северни седмогодишњи рат, a Данска је признала независност Шведске.

### Датум непознат
- Википедија:Непознат датум — Завршен Северни седмогодишњи рат